# 科亞省
科亞省是西非國家畿內亞的33個省之一，位於該國西南部，由金迪亞大區負責管轄，首府設於科亞，北面和西面是杜布雷卡省，東接金迪亞省，南毗福雷卡里亞省，面積2,166平方公里，人口數約156,000。